# Diocesi di Hamar (luterana)
La diocesi di Hamar è una diocesi appartenente alla Chiesa di Norvegia. 

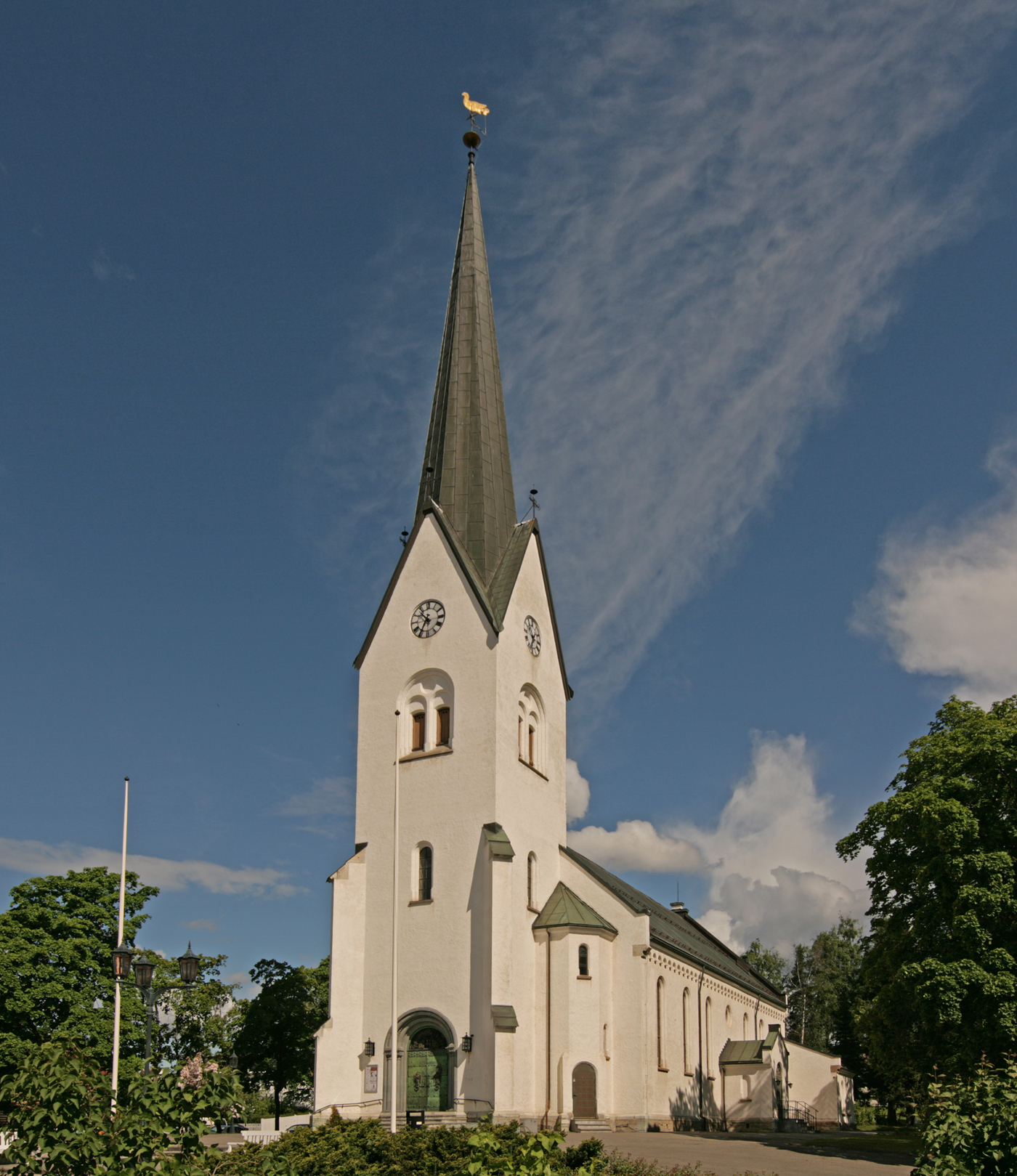
Cattedrale di Hamar

Mappa delle diocesi della Chiesa di Norvegia

La diocesi comprende la contea di Innlandet nella Norvegia Centro-Meridionale; la cattedrale si trova nella città di Hamar. La diocesi è retta dal 2006 dal vescovo Solveig Fiske.
L'antica diocesi di Hamar eretta nel XII secolo venne abolita nel 1537 dalla nuova Chiesa luterana di Norvegia e per secoli la città dipese dalla diocesi di Oslo finché venne costituita nel 1864 la nuova diocesi luterana di Hamar che portò anche alla costruzione  dell'attuale cattedrale (quella antica era andata distrutta dalle truppe svedesi nel 1567).

## Cronotassi dei vescovi
- Halvor Olsen Folkestad (1864–1887)
- Arnoldus Hille (1887–1906)
- Christen Brun (1906–1917)
- Otto Jensen (1917–1918)
- Gustav Johan Fredrik Dietrichson (1918–1922)
- Mikkel Bjønness-Jacobsen (1922–1934)
- Henrik Hille (1934–1942)
- Georg Falck-Hansen (designato dal Nasjonal Samling) (1942–1943)
- Sigurd Haga (designato dal Nasjonal Samling) (1943–1945)
- Henrik Hille (1945–1947)
- Kristian Schjelderup (1947–1964)
- Alexander Johnson (1964–1974)
- Georg Hille (1974–1993)
- Rosemarie Köhn (1993–2006)
- Solveig Fiske (dal 2006)